# Przyrząd rozpoznania chemicznego PChR-46
Przyrząd rozpoznania chemicznego PChR-46 (PChR-32) – przyrząd rozpoznania bojowych środków trujących używany w ludowym Wojsku Polskim.

## Charakterystyka PChR-32
Przyrząd rozpoznania chemicznego PChR-32 znajdował się między innymi na wyposażeniu oddziałów formowanych w 1943 w Związku Radzieckim. Był przeznaczony do identyfikacji środków trujących w powietrzu, w terenie, na sprzęcie bojowym i wyposażeniu, w produktach żywnościowych i paszy oraz na innych przedmiotach. Zabarwienie wypełniaczy rurek wskaźnikowych, po przepompowaniu przez nie powietrza oraz rozbiciu ampułek z odczynnikami porównywano z odpowiednimi wzorcami.
Składał się z
- korpusu metalowego z pokrywą,
- taśmy nośnej i biodrowej,
- pompki ręcznej,
- kasetek papierowych z rurkami wskaźnikowymi,
- wyposażenia pomocniczego: 
  - latarka,
  - łopatka do pobierania próbek,
  - słoiki na próbki,
  - filtry przeciwdymne,
  - kapturki ochronne,
  - przebijak do ampułek,
  - taśma do oznakowania terenu skażonego.

## Charakterystyka PChR-46
PChR-46 był przyrządem przeznaczonym do wykrywania środków trujących na sprzęcie bojowym i ekwipunku, na produktach żywnościowych i paszy oraz innych przedmiotach. Produkowany na licencji radzieckiej znalazł się w wyposażeniu pododdziałów i oddziałów Wojska Polskiego na początku lat pięćdziesiątych i wypierał generację tego typu sprzętu będącą w użyciu od czasu drugiej wojny światowej – PChR-32.
Obsługa PChR-46 sprowadzała się do przepompowywania powietrza przez rurki wskaźnikowe przeznaczone do wykrywania określonych środków trujących i reakcji chemicznej pomiędzy środkiem trującym i odczynnikiem chemicznym znajdującym się w rurce wskaźnikowej. Barwne produkty reakcji chemicznej porównane z wzorcami świadczyły o obecności danego środka trującego i orientacyjnie o jego stężeniu. W praktyce chemik-zwiadowca mógł go wykorzystać w sytuacji, gdy wykrył w otoczeniu oznaki wskazujące na możliwość użycia przez przeciwnika broni chemicznej. Były to zatem działania często spóźnione.

### Budowa przyrządu
W skład przyrządu wchodziły:
Korpus metalowy z pokrywą
Służył do przenoszenia w położeniu marszowym i do umocowania wszystkich części składowych przyrządu.
Pompka ręczna
Tłokowa pompka służyła do przepompowywania badanego powietrza przez rurkę wskaźnikową. W pompce znajdował się przebijak do ampułek umieszczonych w rurkach wskaźnikowych. W położeniu marszowym pompka znajdowała się w futerale, który był umieszczony w korpusie przyrządu.
Kasety papierowe z rurkami wskaźnikowymi
W przyrządzie znajdowało się siedem kasetek z rurkami wskaźnikowymi umożliwiającymi wykrycie iperytu siarkowego, iperytu azotowego, cyjanowodoru, fosgenu i difosgenu, chloroacetofenonu i bromocyjanku benzalu oraz adamsytu. Na jej czołowej stronie znajdował się wzorzec przedstawiający zmianę koloru substancji wypełniającej rurkę pod działaniem środka trującego. Jedna kasetka zawierała 10 rurek wskaźnikowych o jednakowym oznakowaniu i przeznaczonych do wykrywania poszczególnych rodzajów środków trujących.
Inne wyposażenie
Na wyposażeniu przyrządu znajdowały się też między innymi: filtry przeciwdymne, słoiki na próbki, nasadki do pompki, kapturki ochronne, przebijaki do ampułek, łopatka do pobierania próbek, latarka, blok meldunkowy, a także taśma do oznaczania terenu skażonego.

## Ukompletowanie przyrządów w rurki wskaźnikowe
| Typ     | Oznakowanie               | Rodzaj środka trującego   |
| ------- | ------------------------- | ------------------------- |
| PChR-32 | Jeden czerwony pierścień  | Iperyt siarkowy           |
| PChR-32 | Dwa brązowe pierścienie   | Iperyt azotowy            |
| PChR-32 | Jeden niebieski pierścień | Fosgen, difosgen          |
| PChR-32 | Jeden czarny pierścień    | Cyjanowodór               |
| PChR-32 | Jeden żółty pierścień     | Arsenowodór               |
| PChR-32 | Jeden zielony pierścień   | Chlorocyjan               |
| PChR-46 | Jeden żółty pierścień     | Iperyt siarkowy           |
| PChR-46 | Dwa żółte pierścienie     | Iperyt azotowy            |
| PChR-46 | Trzy żółte pierścienie    | Luizyt                    |
| PChR-46 | Jeden zielony pierścień   | Fosgen i difosgen         |
| PChR-46 | Dwa zielone pierścienie   | Chlorocyjan i fosgenoksym |
| PChR-46 | Jeden biały pierścień     | Chloroacetofenon          |
| PChR-46 | Dwa białe pierścienie     | Adamsyt                   |